# Iván Angulo
Iván Angulo (San Andrés de Tumaco, 1999. március 22. –) kolumbiai korosztályos válogatott labdarúgó, az amerikai Orlando City csatára.

## Pályafutása

### Klubcsapatokban
Angulo a kolumbiai San Andrés de Tumaco községben született. Az ifjúsági pályafutását az Envigado akadémiájánál kezdte.
2018-ban mutatkozott be az Envigado felnőtt keretében. A 2019-es szezonban a brazil Palmeirasnál szerepelt kölcsönben. A lehetőséggel élve, 2020-ban a brazil klubhoz igazolt. 2020 és 2023 között a brazil Cruzeiro és Botafogo, illetve a portugál Portimonense és az észak-amerikai első osztályban szereplő Orlando City csapatát erősítette kölcsönben. Az amerikai klubnál először a 2022. augusztus 7-ei, New England Revolution ellen 3–0-ra elvesztett mérkőzés 58. percében, Júnior Urso cseréjeként lépett pályára. Első gólját 2023. március 26-án, a Philadelphia Union ellen idegenben 2–1-es győzelemmel zárult találkozón szerezte meg. 2024 januárjában az amerikai klubhoz szerződött.

### A válogatottban
Angulo az U20-as és az U23-as korosztályú válogatottakban is képviselte Kolumbiát.

## Statisztikák
2023. június 25. szerint
| Klub                      | Szezon   | Osztály       | Bajnokság | Bajnokság | Kupa  | Kupa | Nemzetközi | Nemzetközi | Összesen | Összesen |
| Klub                      | Szezon   | Osztály       | Meccs     | Gól       | Meccs | Gól  | Meccs      | Gól        | Meccs    | Gól      |
| ------------------------- | -------- | ------------- | --------- | --------- | ----- | ---- | ---------- | ---------- | -------- | -------- |
| Portimonense (kölcsönben) | 2021–22  | Liga Portugal | 32        | 1         | 4     | 1    | —          | —          | 36       | 2        |
| Orlando City (kölcsönben) | 2022     | MLS           | 10        | 0         | 1     | 0    | —          | —          | 11       | 0        |
| Orlando City (kölcsönben) | 2023     | MLS           | 19        | 3         | 1     | 0    | 2          | 0          | 22       | 3        |
| Orlando City (kölcsönben) | Összesen | Összesen      | 29        | 3         | 2     | 0    | 2          | 0          | 33       | 3        |
| Összesen                  | Összesen | Összesen      | 61        | 4         | 6     | 1    | 2          | 0          | 69       | 5        |

## Sikerei, díjai
Orlando City
- US Open Cup
  - Győztes (1): 2022